# マラアプニサウルス
マラアプニサウルス(Maraapunisaurus)はジュラ紀後期の北アメリカのモリソン層から知られる竜脚類恐竜の属の一つ。しばしば世界最大の恐竜標本の一つに数えられる単一の胴椎のみで知られ、元々はアンフィコエリアスに含められ、アンフィコエリアス・フラギリムス (Amphicoelias fragilimus )と呼ばれていた。マラアプニサウルスのボディーサイズの最大推定値は、全長60m、体重150tで、既知の中で、最も重く最も長い陸棲動物であったとされている。しかし1870年代に調査・記載された後、化石だけがどこかの時点で失われてしまったため、証拠は図面やフィールドノートにしか残っていない。
最近の研究では、この動物の可能性についていくつかの示唆がなされている。現存する証拠と、このような大型陸生動物の生物学的な妥当性を分析した結果、この動物の巨大なサイズは、1878年の原記載における誤字脱字が原因の一部で過大評価されていることが示唆されている。
ケネス・カーペンターは最近の論文で、本種はディプロドクス類ではなくレッバキサウルス類であるとしている。そのため，サイズ推定のベースとしてディプロドクスではなくレッバキサウルス類のリマイサウルスを用いた。 この結果、全長31m以下という、より小さい動物になり、原記載に誤植があったという説を否定した。

## 研究史

### 原記載

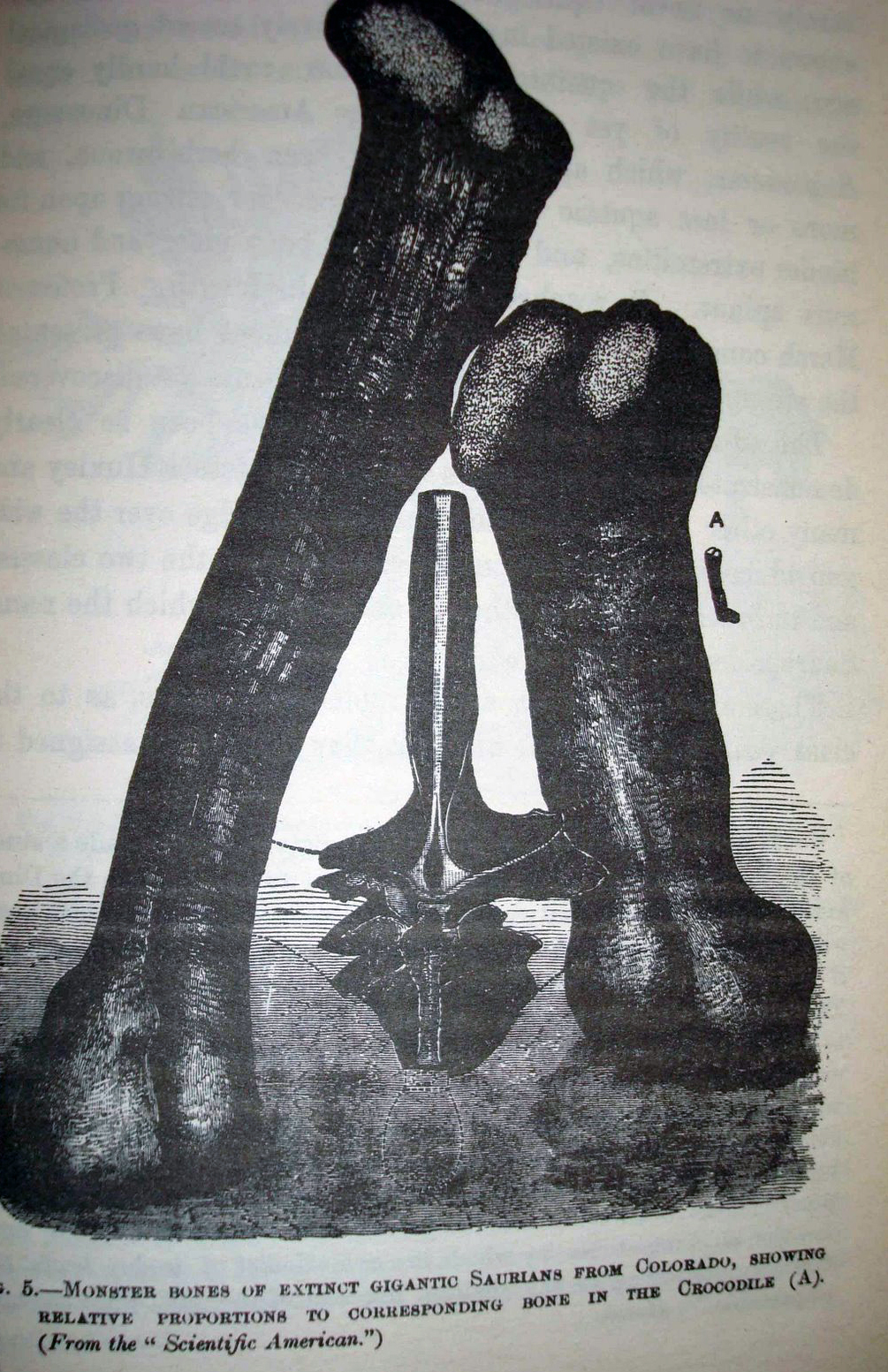
マラアプニサウルス・フラギリムスの図。1884年

マラアプニサウルスのホロタイプにして唯一の標本は古生物学者エドワード・ドリンカー・コープに雇われた化石ハンター、オラメル・ウィリアム・ルーカスによって1884年に発見された。その部分的な神経棘と神経弓を含む椎骨は、コロラド州キャノンシティの北、ガーデンパークにある、カマラサウルスの最初のタイプロカリティの近くで発見され、新種の竜脚類とされた。椎骨の保存状態は悪いが、驚くほど大きかった。保存されていた部分の高さはおそらく1.5mで、元の高さは2.7mほどだった可能性がある。ルーカスは1878年の春にこの標本をフィラデルフィアのコープの自宅へ送った。そしてコープは8月にこれをホロタイプとしてアンフィコエリアス属の新種、アンフィコエリアス・フラギリムス(Amphicoelias fragillimus)を記載した。この椎骨に加え、コープの1879年のフィールドノートにはホロタイプから数10m離れた場所で見つかった大腿骨の遠位端の記録がある。種小名fragilimusは神経弓が非常に薄い構造であったことから「とても壊れやすい」を意味する。1902年、オリヴァー・ペリー・ヘイ(Oliver Perry Hay)はこの種小名をラテン語のフラギリッシムス(fragilissimus)に訂正した。しかしこの変更は国際動物命名規約上で受け入れられていない。1879年のコープの野帳にあるように、この標本はカマラサウルスの採石場の南側の丘で発掘されたもので、現在はコープズ・ニップル(Corp‘s nipple)として知られているが、単にニップルや竜類の丘(Saurian hill)とも呼ばれる。

### 失われた標本

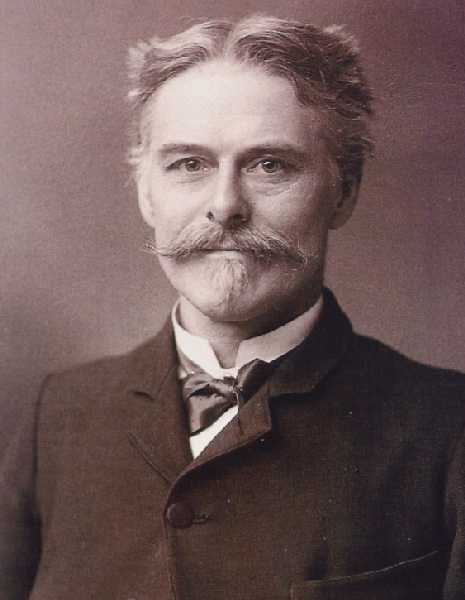
エドワード・コープはマラアプニサウルス・フラギリムスが失われる前に研究を行った唯一の人物である

巨大な椎体は最大恐竜の総論ではしばしば無視されてきた。その理由の一つは、その後の報告によると、椎体と大腿骨の両方の現在どこにあるかがわからず、それらを再発見するためのすべての試みが失敗しているからである。カーペンター(2006)は、この標本が消失した経緯について可能性のあるシナリオを提示した。コープが原記載中で述べているように、神経弓は非常に壊れやすく、化石を硬化させて保存する技術はまだ発明されていなかった（コープの宿敵として知られる古生物学者のオスニエル・チャールズ・マーシュは1880年代初頭にそのような樹脂を使用したパイオニアである)。 カーペンターはこの採石場で発見された化石は、風化した泥岩の中に保存されていただろうと観た。そのため骨はひどく崩れてしまい、コープが論文のために図を描いた後、すぐに廃棄されてしまったのかもしれない。 カーペンターは、コープが他の発見のように複数の角度からではなく一面視で椎骨を描いたのは、このためかもしれないと提案した。カーペンターはコープのコレクションが彼の死後、1897年にアメリカ自然史博物館に売却された経緯を説明した。ウィリアム・ディラー・マシュー( William Diller Matthew )はその目録を作成しており、その中にアンフィコエリアス・フラギリムスのホロタイプも載っていたが、その重要な標本自体は見つけることができなかった。いずれ出てくる可能性があったため、AMNH 5777というカタログ番号が付けられた。
1994年、本種と他の種が発見されたタイプロカリティを再び探検し、地中に埋まったままの骨の画像を撮影するために、地上浸透型レーダーを使用した試みが行われた。この試みは失敗に終わった。泥岩に置換した骨が周囲の岩石と同じ密度であったため、両者を区別することが不可能であった。 また、現地の地形を調査した結果、化石を含む地層が著しく浸食されていることが判明し、ルーカスがマラアプニサウルスを発見した時もそうであった可能性が高いことから、この椎体が発見された時にはすでに骨格の大部分が消滅していたことが示唆されている。

### 現代の解釈

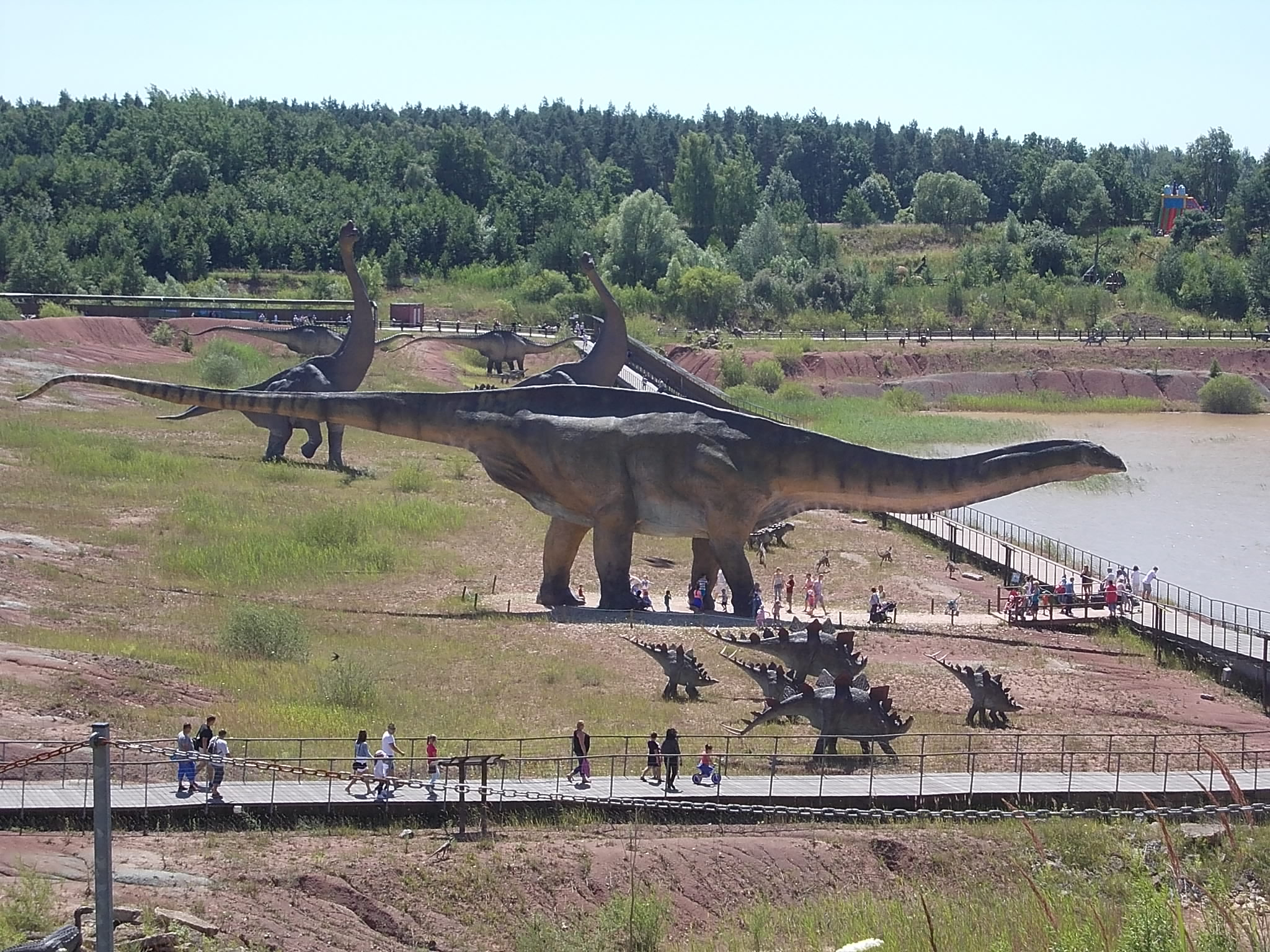
ディプロドクス類として復元されたマラアプニサウルスの彫刻

レッバキサウルス類として復元されたマラアプニサウルス骨格図

カーペンターは再び標本の図面を研究した結果、それがレッバキサウルス類の椎骨に酷似していることを発見した。それまではディプロドクス科の種としてアンフィコエリアス・アルトゥスの姉妹群に属していたが、カーペンターはこの種を再調査した結果、この種をアンフィコエリアス属と呼ぶことはできず、新しい属名マラアプニサウルスを与えた。どうやらカーペンターはDeviantArtというサイトに投稿された古生物学の愛好家たちの作品に触発されたようで、論文の謝辞にそのサイト名がクレジットされている。失われた標本に基づいて属名をつけることは珍しいが、ICZNでは明示的に認められており、ノプスカスポンディルスという属名も同様の方法で命名されていたことを指摘している。マラアプニサウルスの名は、南ユト族の言葉で「巨大な」という意味のmaraapuniという単語に由来する。
巨大な脊椎の比率は、古生物学者の間で議論されてきた。カーペンターはコープの言葉を信頼するには十分な理由があると主張し、コープの定評が危ぶまれていたことを指摘している。この発見は骨戦争の間に行われたもので、コープのライバルであるマーシュは「コープに恥をかかせる準備ができていた」が、その主張に疑問を呈することはなかった。 マーシュはコープの発見を監視するためにスパイを雇っていたことで知られており、骨の巨大さを確認していた可能性がある。カーペンターは古生物学者ヘンリー・フェアフィールド・オズボーンとC.C.ムック(1912)、ジョン・S.マッキントッシュ(1998)と同様に、出版されたレビューでもコープのデータを疑問なく受け入れている。他の古生物学者はより批判的である。キャリー・ウッドルフ(Cary Woodruff)とジョン・フォスター(John R. Foster)は、2015年に発表された証拠と発見の解釈を取り巻く状況の分析の中で、椎体の大きさは過大評価されており、現代の古生物学者は十分な懐疑心を持たずにコープの解釈を受け入れていると結論付けている。 彼らは、コープの記載した数値がモリソン層だけでなく世界のどの場所で発見された巨大竜脚類の化石のいずれとも比較にならないほど巨大であること、19世紀の古生物学者（コープを含む）は化石の大きさに注意を払わなかったこと（たとえそれが動物の系統で時間の経過とともに大きさが増加するというコープの法則を立証していたとしても）、そして彼の測定値の誤植（椎体の測定値をミリメートルではなくメートルで報告するなど）がその信頼性を損なっていることに注目している。保存されていた標本の実際の高さは138cmに過ぎないことが示唆された。彼らは、コープの報告書の疑いのない解釈に基づいて、超巨大なマラアプニサウルス・フラギリムスは「非常に実在性の低い」生物であると結論づけた。

## 記載

### サイズ
マラアプニサウルスのサイズ推定は、標本がなく、その化石の詳細かつ正確な記録が存在しない為、注意が必要である。すべてのサイズの推定値は、コープの原記載に基づいており、そのサイズは非常に曖昧なものである。原記載には致命的な誤字脱字が含まれている可能性も示唆されており、この説は論争の的となっている。マラアプニサウルスの完全なサイズを推定するには、よりよく知られた近縁種の骨を、相対的な比率が似ているという仮定の上でスケーリングする必要がある。原記載では、コープは仮説的なマラアプニサウルスの大腿骨のサイズを推測しながら、これを行った。 コープは、他の竜脚類、特にアンフィコエリアス・アルトゥスとカマラサウルス・スプレムスでは、大腿骨の高さは常に最も高い胴椎の2倍であったと述べている。 胴椎の大きさを調べ、マラアプニサウルスの大腿骨の大きさ3.6mと推定した。

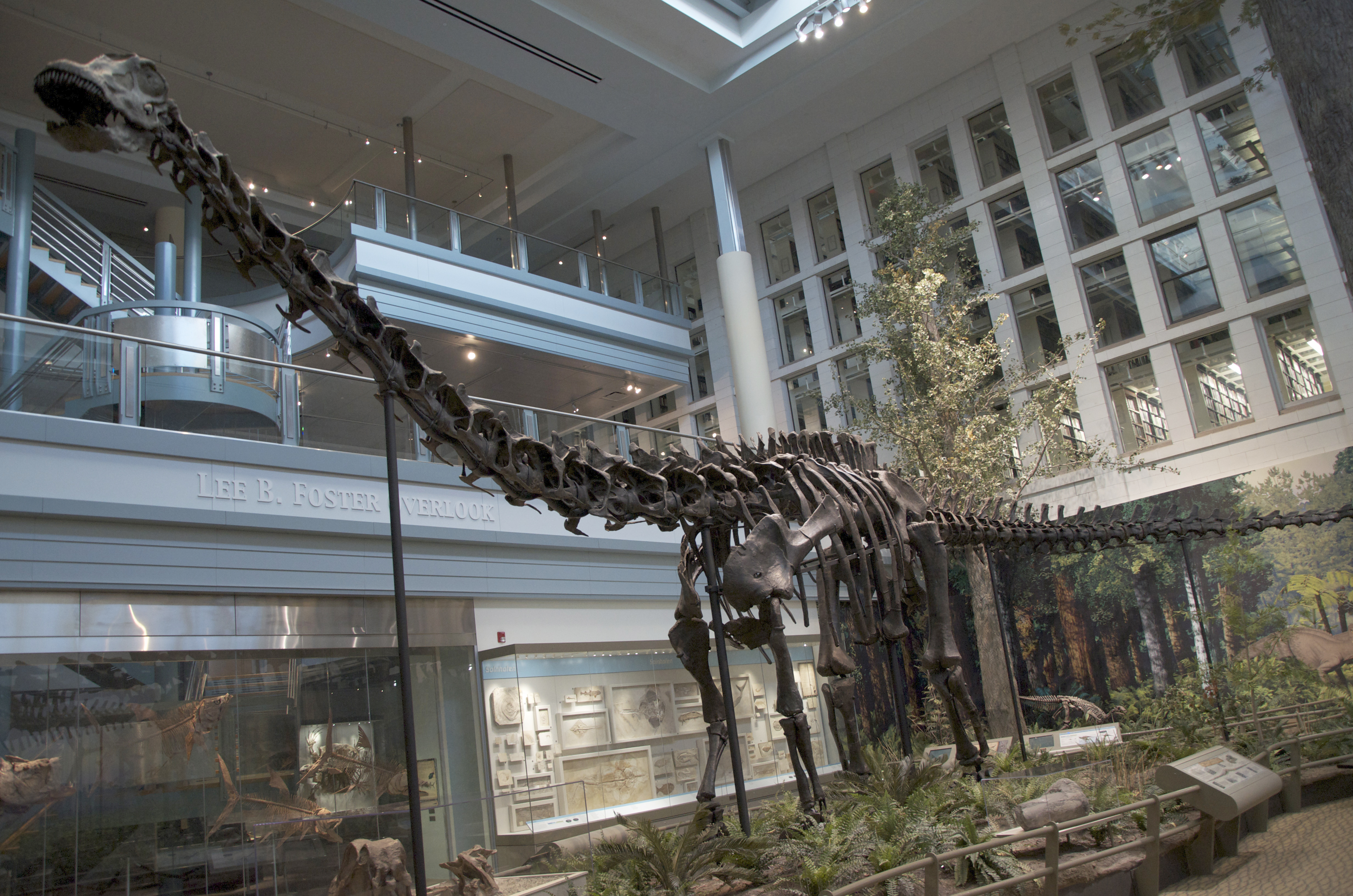
ディプロドクス科に属するディプロドクスはいくつかの研究でマラアプニサウルスのサイズ推定のモデルとして利用されてきた。

1994年、近縁と考えられていたディプロドクス を参考にしてグレゴリー・ポールはアンフィコエリアス・フラギリムスの胴椎の高さを3.1〜4mと推定した。2006年のカーペンターによる再評価ではスケールガイドとしてディプロドクスを用い、アンフィコエリアス・フラギリムスの大腿骨の高さを4.3〜4.6mと推定している。続いて、マラアプニサウルス・フラギリムスの全長を推定したが、ディプロドクス類の相対的な比率は種によって異なることに注意を促した。カーペンターは、よく知られているディプロドクスと同じ比率であると仮定して、全長58mの推定体長を提示したが、これは1994年にポールが提示した範囲40～60mに収まっていると指摘している。カーペンターはアンフィコエリアス・フラギリムスの全長の推定値は最低でも他の巨大竜脚類、例えばディプロドクス類のスーパーサウルス（32.5メートル）、ブラキオサウルス類のサウロポセイドン（34メートル）、ティタノサウルス類のアルゼンティノサウルス（30メートル）よりも大きいことを指摘している。 Cカーペンターはマラアプニサウルスについて、頸長16.75メートル、体長9.25メートル、尾長32メートルを含む、より推測的で具体的な比率を発表した。この時もディプロドクスの比率を基にしている。前肢の高さを5.75メートル、後肢の高さを7.5メートル、全高(背中の一番高いところ)を9.25メートルと推定している 。それに比べてシロナガスクジラの全長は29.9mである。

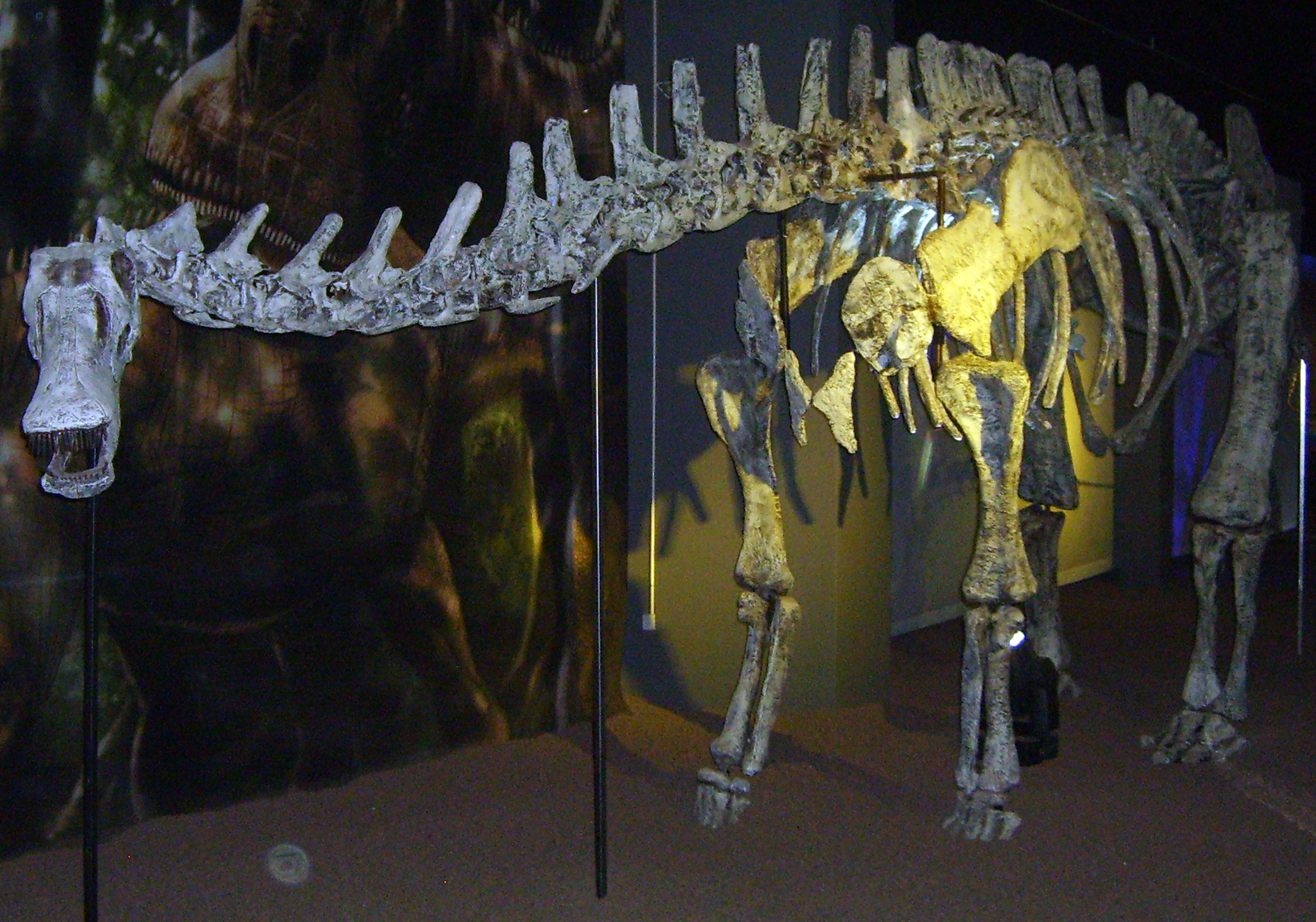
リマイサウルスは2018年のカーペンターの研究で、レッバキサウルス類として復元されたマラアプニサウルスのサイズ推定のモデルとして使用された。

カーペンターは2018年にこのタクサをディプロドクス類ではなくレッバキサウルス類として再分類したとき、新たに大きく異なるサイズ推定を行った。 その分類スキームでは、系統的にディプロドクスから遠く離れているためリマイサウルスに基づいて推定が行われた。リマイサウルスをそのまま拡大することでマラアプニサウルスの全長を30.3mと推定し、さらに腰の高さを7.95mとした。しかし2006年の研究では竜脚類の首の長さは胴体の長さの1.35乗に比例すると計算されていることが指摘されている。このことを念頭に置いて、カーペンターはマラアプニサウルスの全長を少し長い32mと推定した。 小さい方の推定では首の長さは約6mであったが、大きい方の推定では7.6mとされた。全体的に下方修正された全長は以前の推定値の約半分であったが、それでも依然スーパーサウルス・ヴィヴィアナエやディプロドクス・ハロルムのような他の最大級のディプロドクス類と比較して遜色ない。またリマイサウルスに基づいて、完全な大腿骨の高さはおよそ2.9mと推定され、コープ、カーペンター、その他の後続の研究者による古い推定値よりもかなり小さくなっている。最後に、後肢のつま先の長さを1.36mと推定し、その結果、オーストラリアのブルーム砂岩層で巨大な足跡を作った竜脚類と同じような大きさの足だったことが示唆された。

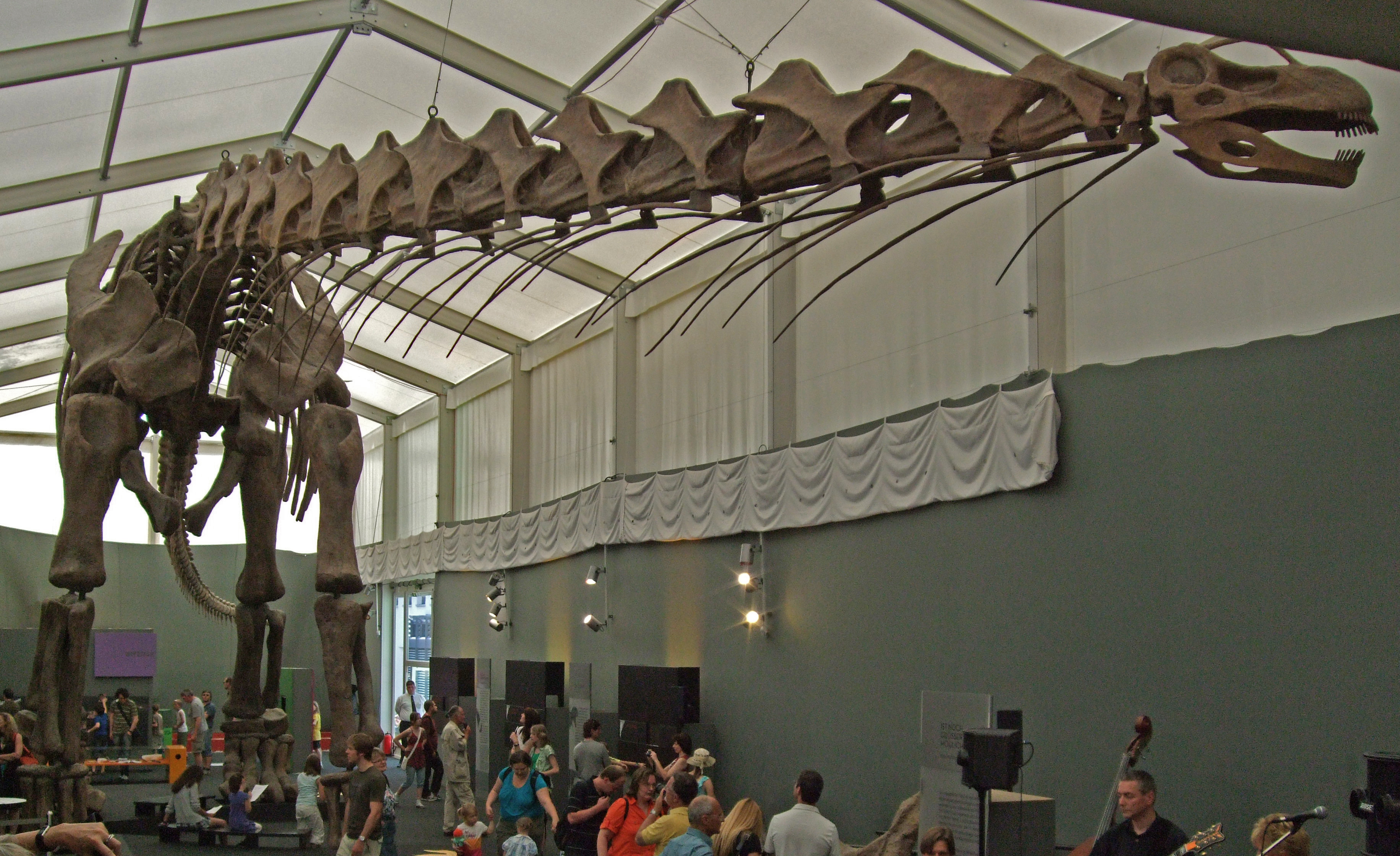
ティタノサウルス類アルゼンティノサウルス・フインクレンシスの復元骨格。しばしばサイズ推定可能な要素が十分知られている恐竜の中で最大のものとされる。

マラアプニサウルスは竜脚類の中では比較的細長い体格をしていたが、絶対的には非常に巨大な動物だった。竜脚類において重量を推定するのは長さよりもはるかに難しい。 カーペンター(2006)は、ポール(1994)のディプロドクス・カルネギィの体重の推定値11.5tを用いてマラアプニサウルス・フラギリムスは122.4tもの重さがあったのではないかと推測している。シロナガスクジラの最重量記録は173tであり、もしサイズの推定値が妥当なものであれば、重さが80から100tと推定されているブルハトカヨサウルスよりはまだ軽い可能性があるが、この竜脚類も非常に断片的な骨だけで知られている。2019年、ポールはマラアプニサウルスの全長を35-40m、体重を80-120t、大腿骨長を3-3.5mまたはそれ以上とし、カーペンターの推定値を上回るものを提示した。

## 系統発生
1921年、オズボーンとムックは「アンフィコエリアス・フラギリムス」をディプロドクス科に含めた。これは21世紀まで一般的に受け入れられていた。2018年、カーペンターは定性解剖学的比較からマラアプニサウルスがレッバキサウルス類の基盤的メンバーであると結論づけた。 基盤の位置は、ヒストリアサウルスと共通の特徴である下椎弓突起の存在によって示される。ヒストリアサウルスよりもマラアプニサウルスの方がより派生している可能性があることは、広範な含気化および背の高い神経弓基部の存在から明らかである。もしマラアプニサウルスがレッバキサウルス類に属するのであれば、既知の中で最古かつジュラ系で発見されている唯一のメンバーということになる。以前の最古のメンバーはゼノポセイドンだった。マラアプニサウルスは北アメリカで報告されているレッバキサウルス類としても唯一のものである。カーペンターはレッバキサウルス類は北米大陸が起源で、後にヨーロッパに広がり、そこから南米に侵入したのではないかと結論づけた。通常の解釈ではレッバキサウルスの起源は南米であるとされている。

## 古生物科学
カーペンターは2006年の再評価で、マラアプニサウルスを含む巨大竜脚類の古生物科学を検討し、なぜこのグループがこのような巨大なサイズになったのかという問題に取り組んだ。カーペンターは、三畳紀後期には非常に大きなサイズの種が出現していたことから、巨大化の原因となった進化の圧力は、このグループの初期の起源から存在していたと結論づけた。カーペンターは、ゾウやサイなどの巨大な植物食哺乳類の研究をいくつか引用し、植物食動物の体格が大きいほど、食物の消化効率が高いことを示した。体が大きい動物ほど消化器官が長いため、食物が消化中にかなり長い時間保持され、大型動物は栄養価の低い食物でも生きることができる。これは腸に沿って多数の「発酵室」を持つ動物において特によく当てはまり、微生物が植物性の栄養を蓄積して発酵させ、消化を助ける。